# Ocean View (Delaware)
Pour les articles homonymes, voir Ocean View.
Ocean View est une ville américaine située dans le comté de Sussex, dans l'État du Delaware.

## Démographie
| 1910 | 1920 | 1930 | 1940 | 1950 | 1960 |
| ---- | ---- | ---- | ---- | ---- | ---- |
| 302  | 279  | 371  | 406  | 450  | 422  |

| 1970 | 1980 | 1990 | 2000  | 2010  | - |
| ---- | ---- | ---- | ----- | ----- | - |
| 411  | 495  | 606  | 1 006 | 1 882 | - |

Selon le recensement de 2010, Ocean View compte 1 882 habitants. La municipalité s'étend sur 2,45 milles carrés (6,35 km2).